# La Lignée
La Lignée (The Strain) est un roman américain de Guillermo del Toro et Chuck Hogan, premier tome d'une trilogie du même nom. Il s'agit d'un thriller fantastique racontant les aventures d'Ephraïm Goodweather et ses amis dans leur lutte contre l'invasion des vampires et du Maître sur Terre.

## Résumé
Un Boeing 777 se pose à l'Aéroport international John-F.-Kennedy de New York sans qu'aucun signe de vie n'émane de l'appareil. Le Docteur Ephraïm « Eph » Goodweather et son équipe découvrent alors que tous les passagers ont été contaminés par un virus qui les a transformés en vampires.

## Personnages

### Personnages principaux
- Abraham Setrakian est prêteur sur gages à Brooklyn. C'est un rescapé de la Seconde Guerre mondiale. Arménien, il s'est échappé du camp de concentration dans lequel il était destiné à mourir. Il est ensuite devenu professeur spécialisé en littérature et traditions populaires d'Europe de l'Est à l'Université Loránd Eötvös de Budapest. Il s'est préparé depuis plus de 35 ans à ce qu'il s'est donné pour mission : anéantir le Maître, tâche qu'il veut accomplir avant de mourir.
- Thomas Eichhorst est le serviteur le plus fidèle et le plus dévoué du Maître. Il camoufle avec habileté sa véritable nature et c'est lui qui accomplit toutes les basses besognes du Maître. Eichhorst et Setrakian sont d'anciennes connaissances : le premier était l'officier nazi qui dirigeait le camp où était emprisonné le second.
- Le Maître est un puissant vampire doté d'intelligence dont on découvre les origines petit à petit. Son but est d'asservir l'humanité et de dominer le monde à l'aide de son armée de vampires afin que son espèce n'aie plus à vivre cachée. Il est âgé de plusieurs millénaires.
- Ephraïm « Eph » Goodweather est épidémiologiste au CDC (Center for Disease Control). Il dirige le projet Canari, une brigade d'intervention rapide basée à New York et composée d'épidémiologistes. Leur rôle est de détecter et d'identifier les risques biologiques potentiels. Ancien alcoolique, il a un fils, Zack, dont il partage la garde avec son ex-femme Kelly. Ephraïm va se révéler être l'un des personnages clés de l'intrigue. Il est l'un des premiers à pénétrer les lieux de l'incident sur le vol 753 Berlin-New York et à remarquer que quelque chose n'est pas clair.
- Vasiliy Fet, « Fet » comme il est désigné tout au long de la saga, est exterminateur dératiseur et travaille pour les services d’hygiène de la ville de New York. Il vient d'une famille originaire d'Europe de l'Est, installée à Brooklyn depuis plusieurs générations. Il connaît l'importance de préserver l'ordre et, grâce à son expérience en matière d'invasion de rats, va se révéler un atout essentiel. Il découvre en Abraham un ami, un mentor.
- Nora Martinez fait partie du projet Canari : c'est le bras droit d'Ephraïm. Biochimiste intelligente et humaine, elle travaille avec Eph pour l'aider à expliquer les événements. Elle entretient avec lui une relation à la fois proche et intense.

### Personnages secondaires
- Zack Goodweather est le fils d'Eph et Kelly. Il vit surtout avec sa mère puisque Eph, en tant qu'épidémiologiste, n'a pas beaucoup de temps à lui consacrer, malgré son désir. C'est un garçon comme les autres, qui aime les jeux vidéo, le baseball, et les moments passés entre père et fils. C'est à partir du deuxième tome de la série que Zack va se révéler indispensable pour la suite de l'aventure.
- Kelly est l'ex-femme d'Eph et la mère de Zack. À la suite de son divorce, elle a retrouvé l'amour auprès de Matt, son nouveau mari, qu'Ephraïm méprise profondément.
- Gabriel Bolivar est un chanteur célèbre au moment des faits. Son look gothique fait de lui l'idole des jeunes filles. Le Maître va porter une attention toute particulière à Bolivar après le vol Berlin-New York.
- Augustin « Gus » Elizalde, est âgé d'à peine 18 ans. C'est un truand qui a pu survivre à la justice et aux dangers de la rue grâce à ses instincts de prédateur, ce qui fera de lui un bon chasseur de vampires.
- Eldritch Palmer est un vieillard richissime et gravement malade. Sa peur maladive de la mort le pousse à trahir sans hésitation l'humanité pour s'associer au Maître dans l'espoir que celui-ci lui accorde la seule chose que l'argent ne puisse acheter : l'immortalité. Le milliardaire se sert de sa fortune, de sa société "Stoneheart", ainsi que son influence politique pour faire venir le Maître à New York et l'assister dans les différentes étapes de sa conquête du monde. Etant l'un des hommes les plus puissants du monde, Palmer s'attend à être traité en égal par les vampires, et non en serviteur. De ce fait, chaque fois que ces derniers le rabaissent, Palmer ne manque jamais une occasion de leur rappeler que sans lui, ils n'arriveraient pas à grand chose.
- L'Enfanté, dénommé « Quinlan », est un hybride mi-humain mi-vampire doté de conscience. Il deviendra l'allié de Gus dans sa lutte. Il est lié directement au Maître, mais a pourtant décidé de le combattre, car ce dernier est responsable de sa condition, ainsi que de la mort de sa mère.